# David Torrens
David Torrens (La Habana, Cuba; 8 de noviembre de 1968) es un cantautor cubano. Pertenece a la 3.ª generación de la Nueva Trova Cubana. Su música está marcada por la influencia de la música negra estadounidense, el rock argentino, la música brasileña y la música tradicional cubana.

## Biografía
David Torrens nació en Guanabacoa, municipio de Ciudad de La Habana (Cuba). David Torrens, tal como Ernesto Lecuona, Bola de Nieve (Ignacio Villa) y Rita Montaner, creció en un entorno muy singular, minado de mezclas de religiones y culturas africanas vigentes en Guanabacoa, lo que enriqueció mucho el espíritu del artista. Desde pequeño comenzó estudios musicales en la Escuela Elemental de Arte Guillermo Tomás hasta 9.º grado, por aquel entonces la música era su hobby. Continuó estudios preuniversitarios en una escuela militar Camilitos (Camilo Cienfuegos). Finalizando el bachiller pasó la universidad graduándose como ingeniero en Diseño Mecánico, sin dejar la guitarra de la mano.

### Primeros años
David comenzó su trabajo en la segunda mitad de la década de los 80's.
Tenía solo 15 años de edad cuando incursionó como tecladista en la agrupación Canto Libre, donde surgieron sus primeras composiciones para ser interpretadas por César Regueiro, el director de la banda, y más tarde por el propio David.
Ya alejado de Canto Libre, se hizo parte del «fenómeno Guanabacoa», un singular movimiento de poetas, pintores y trovadores en la década de los 90's.
Escuchaba mucha música argentina (rock), trova cubana y brasileña sobre todo.
Ha manifestado también su gusto por Benny Moré y Bola de Nieve (Ignacio Villa).
Se le considera parte de un grupo de creadores que hoy conocemos como la Generación de 13 y 8, aunque nunca acudió a esa famosa esquina de dos calles del barrio del Vedado donde se desarrollaban las peñas habituales, pero su música, ya desde entonces, iba en la misma dirección...: hacia la fomentación de la 3.ª generación de la Nueva Trova Cubana.

### En México
En 1995, el cantante firma contrato con la empresa discográfica EMI Music de México, por lo que se traslada a residir en Ciudad de México. Desde 2013 vive de nuevo en La Habana.

#### Primer álbum: «Mi poquita fe»
Mi poquita fe se titula su álbum debut, que ve la luz en 1996. Ahora su música tiene grandes rasgos de Pop latino y un tanto comercial. Uno de sus temas, «Sentimientos ajenos», recibió el premio ERES a la canción más solicitada del año. También el videoclip de esta canción, dirigido por Ernesto Fundora obtuvo, premio como mejor videoclip en el Festival del VideoClip Cubano Premios Lucas. Esto le permite a David Torrens entrar en Cuba y estar de regreso en La Habana y poder hacer algunos conciertos.
David cantó junto a Habana Abierta en el único concierto que dieron en el Salón Rosado de La Tropical.
A partir de esta producción discográfica David se ha ve ligado profesionalmente a artistas como Tania Libertad, los cantantes mexicanos Susana Zabaleta y Diego Schoening, el grupo de rock cubano Habana y los también cubanos Amaury Gutiérrez y Francisco Céspedes, con quienes deambula por todo México trabajando..., derrochando sentimiento.

#### «Ni de aquí ni de allá»
Tres años después en el 2001, lanza su segundo álbum, Ni de aquí ni de allá, licenciado para Cuba al sello Bella Isla. Este álbum de un modo original fusiona más el pop con otros ritmos como rap, rock, son cubano, bolero, balada y otros.
El video de «Quién me quiere a mí», también tuvo muy buena acogida en Cuba. Fue entonces que los temas de David empezaron a difundirse bastante a nivel nacional.
La canción «Pamela» está dedicada a su hija. Torrens ha dicho que no se trata de una canción infantil, pues tales creaciones son «sentimientos infantiles». Esto es, para que los niños lo entiendan hay que sentir lo que ellos, cierto cosquilleo en el estómago. «Pamela, llena mis venas de caramelo...».

### De vuelta a Cuba
Después de permanecer más de 15 años trabajando en México, Torrens apuesta constantemente a la fusión con otros géneros e incorpora novedosos recursos expresivos:

Cuba es mi casa, mi todo. Después de algunos años en los cuales estuve fuera por asuntos de trabajo, llegó el momento en que me dije: «Ahora debo regresar». Cuba es el lugar donde puedo componer, donde realmente las cosas me provocan. Efectivamente, aunque no me lo propongo, en mis canciones ―que por lo general son de amor― no logro escaparme de la realidad social o política del país y de cómo esas cosas pueden afectar al individuo. No me propongo hacer una canción política, pero no me escapo de ello. Normalmente digo que lo que yo hago es rocksón, y por ahí pasamos por todo lo que haya, trato de no limitarme, de hacer lo que se me ocurra, siempre y cuando sea algo auténtico.
David Torrens

Actualmente su vida transcurre en La Habana, aunque todavía viaja eventualmente a trabajar en la tierra azteca.

#### «Razones»
Así, Razones, nace como su primer álbum lanzado en su terruño ―el tercero de su carrera―, producido por el sello discográfico Bis Music de la empresa cubana ARTex.
Este fonograma obtuvo el Premio Cubadisco 2010, en la categoría fusión.
La canción «Razones» fue compuesto en coautoría con Kelvis Ochoa; el resto de los temas son de David Torrens.
Esta producción fue hecha 100 % en Cuba, fusiona ritmos que recorren por
el danzón,
el pop,
la trova,
el bolero,
la balada,
la conga y
el rock.
Sin embargo, ya David no puede desprenderse de las influencias
del jazz,
la cumbia,
la música centroamericana y
la música tropical
como resultado de sus experiencias en México.
Esto le proporcionó al disco una marca, así lo dejan escuchar temas como
«Tú»,
«Conga triste n.º 1»,
«Conga triste n.º 2»,
«Conga triste n.º 3»...
Participan en esta producción, como artistas invitados:
- Pablo Milanés (voz) y
- Miguel Núñez (piano) en «Déjame ver»,
- Kelvis Ochoa (coautoría, voz) en «Razones» y
- Alfredo Pino (trompeta) en «Conga Triste n.º 2.

Coros:
- Lázaro Ferrerio,
- Alexander Díaz,
- Diana Fuentes,
- Joel Hernández,
- Rachel Pastor,
- Ivón Sosa y
- los niños
  - Simón Ibáñez (hijo de Polito Ibáñez) y
  - Estefanía Núñez (hija del pianista Miguel Núñez).

## Discografía
| Año  | Título                | Discográfica       |
| ---- | --------------------- | ------------------ |
| 1996 | Mi poquita fe         | EMI Music México   |
| 2001 | Ni de aquí ni de allá | EMI Music México   |
| 2010 | Razones               | Bis Music de ARTex |

## Videografía
- 1998: «Sentimientos ajenos» (del álbum Mi poquita fe). Dirigido por Ernesto Fundora.
- 2001: «Quién me quiere a mí» (del álbum Ni de aquí ni de allá).
- 2008: «Mis impulsos sobre ti» (tema de la película Los dioses rotos).

## Colaboraciones
- 2002: «No pasa nada», de Francisco Céspedes, en el disco Ay, corazón (2002). David Torrens compuso la letra.
- 2010: «Rumba contigo», del grupo Interactivo, en el disco Cubanos por el mundo.
- «El sol y el cielo», de Raúl Torres, en el disco Ala de luz. En entrevista Raúl Torres dijo:

Haber hecho juntos El sol y el cielo significó un reencuentro de amistad, musical y personal. David es mi amigo, nos conocemos hace muchos años y colaboramos con frecuencia. Para mí es uno de los exponentes más importantes de la nueva canción en el mundo.
Raúl Torres

## Premiaciones
- 1998: Premio ERES (México) a la canción más solicitada del año, por «Sentimientos ajenos».
- 1998: Premios Lucas (Cuba) al mejor videoclip, por «Sentimientos ajenos».
- 2010: Premios Cubadisco al mejor disco de fusión, por Razones.

## Musicalización (banda de sonido)
- 2008: «Mis impulsos sobre ti», tema de la película Los dioses rotos (2008) con la dirección de Ernesto Daranas.